# Mogens Findal
Mogens Findal (født 1. oktober 1940, død 8. juli 2020) var en dansk atlet (maratonløber) medlem af Rødovre AC og senere i Maribo. Han vandt det danske mesterskab på maraton i 1970, 1971 og 1972. Han nåede karrierens bedste maraton tid ved DM i Nærum 1972 med 2:21.52. Mogens Findal døde den 8.juli 2020, 79 år gammel.

## Danske mesterskaber
- Guld 1972 Maraton 2:21.52
- Guld 1971 Maraton 2:24.41
- Guld 1970 Maraton 2:29.40

## Personlige rekorder
- 800 meter: 2.01,4 1972
- 1500 meter: 4.09,1 1972
- 1 mile: 4.28,1 1972
- 2000 meter: 5.42,4 1971
- 3000 meter: 8.44,4 1971
- 5000 meter: 14.51,2 1971
- 10.000 meter: 30.33,4 1971
- Maraton: 2:21.52 1972
- 3000 meter forhindring: 9.52,4 1974